# Джо Кітон
Джозеф Хейлі Кі́тон, відомий як Джо Кітон (англ. Joseph Hallie Keaton, нар. 6 липня 1867 — пом. 13 січня 1946) — американський комедійний актор, батько Бастера Кітона.

## Біографія
Джо Кітон і дружина Майра були виконавцями водевіля на початку 1900-х. Джо Кітон, був партнером Гаррі Гудіні по спільному «Медичному шоу» (англ. Mohawk Indian Medicine Company). Джо танцював і робив сальто, Майра грала на саксофоні, а Гудіні показував карткові фокуси і вражав глядачів тим, що з надзвичайною легкістю звільнявся від наручників місцевого шерифа.
Їхній син Бастер приєднався до них, коли йому було всього кілька місяців від народження. З роками, Джо Кітон став алкоголіком, який змусив Бастера кинути акторство, коли він був підлітком. Майра і Джо розлучилися незабаром після повноліття Бастера. Він жив один в готелі Hollywood протягом багатьох років і, як говорили, кинув пити, ставши християнином. Джо помер внаслідок наїзду.

## Фільмографія
- 1935 — Палука від Падуки / Palooka from Paducah
- 1926 — Генерал / The General
- 1925 — На Захід / Go West
- 1924 — Шерлок-молодший / Sherlock Jr.
- 1923 — Наша гостинність / Our Hospitality
- 1922 — Мрії / Daydreams
- 1922 — Електричний будинок / The Electric House
- 1920 — Сусіди / Neighbors
- 1920 — Олух / The Saphead
- 1920 — Засуджений № 13 / Convict 13
- 1918 — На добраніч, сестричко! / Good Night, Nurse!
- 1918 — Дикий Захід / Out West
- 1918 — Коридорний / The Bell Boy
- 1917 — Сільський герой / A Country Hero